# Северноанадолски разлом
Северноанадолският разлом (на турски: ) е активен десен страничен свличащ разлом в Северна Мала Азия и е трансформиращата граница между евразийската плоча и анадолската плоча. Разломът се простира на запад от кръстовището с източноанадолския разлом при тройния възел Карльова в Източна Турция, през Северна Турция и в Егейско море на дължина от 1500 километра. Протича на около 20 км южно от Истанбул. Северноанадолският разлом е подобен в много отношения на разлома Сан Андреас в Калифорния. И двете са континентални трансформации с подобни дължини и скорости на приплъзване. Мраморно море близо до Истанбул е разтегателен басейн, подобен на падината Солтън в Калифорния, където освобождаващата чупка в системата на спускане и свличане създава разкъсващ се басейн.

## Значителни земетресения
След катастрофалното земетресение в Ерзинджан през 1939 г. е имало седем земетресения с магнитуд над 7,0, всяко от които се е случило в точка прогресивно по-на запад. Сеизмолозите, които изучават този модел, вярват, че всяко земетресение може да предизвика следващото. Чрез анализиране на напрежението по протежение на разлома, причинено от всяко голямо земетресение, те успяват да предскажат [количествено] шока, който удари град Измит с опустошителен ефект през август 1999 г. Смята се, че веригата не е пълна и че земетресение скоро ще удари по-на запад по протежение на разлома – може би близо до гъсто населения град Истанбул.